# Chiesa di Santa Maria della Luce

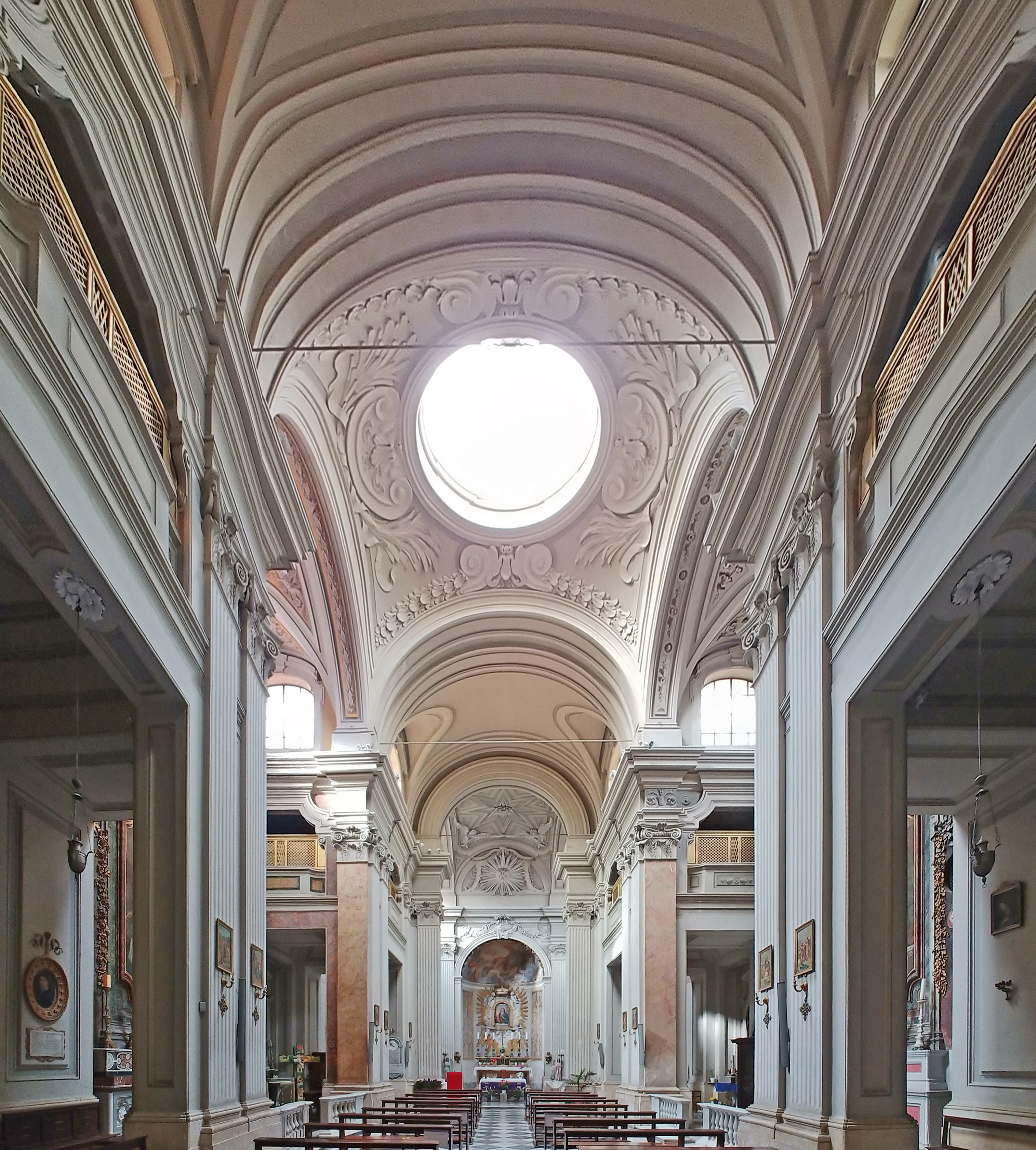
Interno

La chiesa di Santa Maria della Luce è un luogo di culto cattolico di Roma, situato nel rione Trastevere, in via della Luce.

## Storia
La chiesa, in origine conosciuta anche con il nome di San Salvatore della Corte, sarebbe stata fondata da santa Bonosa nel IV secolo presso l'excubitorium (acquartieramento) della VII coorte dei vigili, il corpo per la protezione dagli incendi dislocato da Augusto nelle 14 regioni in cui Roma era stata divisa. Nello stesso secolo il Papa Giulio I elevò la chiesa al rango di parrocchia.
La chiesa venne ricostruita nel XII secolo, insieme al campanile, tuttora conservato. Fino al 1595, quando divenne parrocchia, era sotto la giurisdizione della vicina basilica di San Crisogono.
Nel 1728 una bolla papale di Papa Benedetto XIII insediò nella chiesa i Padri Minimi dell'ordine di San Francesco da Paola.
L'attuale nome della chiesa si deve ad una serie di miracoli che si verificarono nel 1730 legati ad un'immagine dipinta sulla parete esterna di una casa nelle vicinanze, che venne vista brillare di luce propria. L'immagine venne quindi trasferita nella chiesa, che cambiò la propria denominazione con quella attuale.
In occasione del trasferimento dell'immagine vennero risistemati a cura dell'architetto Gabriele Valvassori la facciata, rimasta incompiuta, e gli interni. Si conserva sul catino absidale, di cui pur nel rifacimento barocco è stata conservata l'impostazione romanica, un affresco di Sebastiano Conca ("L'Eterno Padre benedicente fra gli angeli").
La chiesa, di proprietà del Ministero dell'interno tramite il Fondo Edifici di Culto, è data in gestione alla diocesi di Roma.

## La Missione Latinoamericana
Dal 2003 la chiesa è sede della missione latinoamericana (eretta con decreto dal Cardinal Vicario Ugo Poletti nel settembre 1996 a servizio dei migranti latinoamericani residenti nella Diocesi di Roma), affidata ai Padri Scalabriniani. Le diverse comunità nazionali vi trovano così anche le immagini che sono oggetto di culto popolare nei diversi paesi. 
La Missione offre molti servizi alle collettività latinoamericane che vanno dal sociale al religioso, dai bisogni di formazione all'inserimento graduale e positivo nel territorio.
Le celebrazioni avvengono nelle lingue dei migranti, in particolare i giovedì in lingua portoghese e spagnolo. La domenica, alle 11.00 in lingua spagnola, alle 17.00 in lingua portoghese per la comunità brasiliana, Nossa Senhora Aparecida.